# Jackson (Tennessee)
Jackson is een plaats (city) in de Amerikaanse staat Tennessee, en valt bestuurlijk gezien onder Madison County.

## Demografie
Bij de volkstelling in 2000 werd het aantal inwoners vastgesteld op 59.643.
In 2006 is het aantal inwoners door het United States Census Bureau geschat op 62.711, een stijging van 3068 (5,1%).

## Geografie
Volgens het United States Census Bureau beslaat de plaats een oppervlakte van
128,2 km², geheel bestaande uit land.

## Plaatsen in de nabije omgeving
De onderstaande figuur toont nabijgelegen plaatsen in een straal van 24 km rond Jackson.

## Geboren in Jackson (TN)
- Wink Martindale (1933-2025), acteur en televisiepresentator
- Thomas Harris (1940), schrijver
- Steve Fossett (1942-2007), avonturier, recordbreker
- Van Jones (1968), politiek commentator, auteur en jurist